# Костел Марії Терези Калькуттської (Єнакієве)
Костел Марії Терези Калькуттської — римо-католицький храм у Єнакієвому. Разом з бахмутським костелом, одна з двох римо-католицьких святинь у Донецькій області, будівлі яких збереглись у роки радянської влади. Пам'ятка історії культури та архітектури.
У 1897 році на кошти парафіян бельгійського та польського етнічного походження розпочалось будівництво костелу, яке за активної підримки директора Єнакіївського металургійного заводу Юлія Потьє завершилось 1900 року. Оздоблювальні роботи тривали до 1906 року, коли відбулось освячення храму під титулом Воздвиження Святого Хреста. Першими душпастирями тут були о. Габриїл Гварамадзе, о. Варфоломей Ніколаюгіс, о. Еммануель Сімо, Мішель Фо, Станіслав Вольский. Перед революцією 1917–1921 рр. адміністратор парафії о. Микола Фіттерер обслуговував понад дві тисячі вірних. З 1920-х років у костелі працював клуб закритого типу для політпрацівників, проводились заняття партійних та комсомольських активістів, проте о. Станіслав Вольский до 1935 року орендував колишній храм для проведення Богослужінь. З 1971 року до кінця 1990-х років у будівлі костелу працював спортивний клуб.
На початку ХХІ століття о. Ярослав Вишневський з благословення єпископа Станіслава Падевського звернувся в Донецьку обласну державну адміністрацію, до президента АТ «Данко» С. Мамота, директора ОАО Єнакієвський металургійний завод Л. Литвинова з проханням про сприяння і підтримку у передачі колишнього костелу парафіянам. 19 грудня 2003 року наказом № 862 генеральний директор ОАО ЕМЗ Л. Литвинов безоплатно передав будівлю храму віруючим, а 21 грудня після урочистої передачі відповідних документів єпископ Станіслав Падевський освятив костел під титулом бл. Терези Калькутської. У храмі, який знаходився в аварійному стані, було проведено значні реставраційні роботи, зокрема, повна заміна даху, відновлення купола, заміна вікон, а також внутрішні відновлювальні роботи.

## Служби
Святі Меси відправляються у неділю о 14-00 російською, у вівторок о 15-00 французькою та у четвер о 15-00 польською мовами. Храмові свята: 5 вересня — блаженної Терези Калькуттської, 14 вересня — Возвиження Хреста Христового.